# 36-я стрелковая дивизия (СССР, 1918)

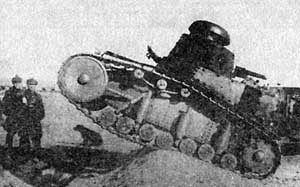
Танк МС-1 (Т-18) ОДВА, 1929 год.

36-я Забайкальская стрелковая дивизия (36 сд) — тактическое соединение Рабоче-крестьянской Красной армии.

## История

### 1918—1928 года
Дивизия стрелков сформирована в 1918 году на базе Экспедиционной дивизии 9-й армии, на основании разработанного в ноябре 1918 года плана развития полевых войск РККА который предусматривал сформирование 47 номерных стрелковых дивизий сухопутных сил, включавших в себя управления, 116 стрелковых бригад и 339 стрелковых полков. Из них, на Каспийско-Кавказском фронте — 5 дивизий стрелков, за №: 32, 33, 34, 35, 36. Участвовала в Гражданской войне в России 1918—1923 годов. Входила в состав 9-й армии, в периоды: апрель — июнь 1919 года, июль 1919 года — февраль 1920 года.
Летом 1921 года дивизия принимала участие в ликвидации банд барона Унгерна в Монголии.
4 июня 1923 года приказом РВСР № 1219 дивизии присвоено наименование «Забайкальская».

### 1929 год
6 августа была образована Особая Дальневосточная Армия (далее ОДВА). Дивизия вошла в состав армии.
Во второй половине августа китайские провокации на советской дальневосточной границе усилились. Командующий войсками армии приказал частям дивизии выйти на государственную границу (106 сп оставался пока на месте, в Песчанке). Остальные части расположились в маленьком приграничном городке Борзя.
Обстановка на границе между тем накалялась, поэтому 108 сп командование переместило к месту возможных инцидентов. 16 августа один взвод полка отбил атаку большой группы китайских солдат в районе посёлка Абагайтуевский (ж.д. разъезд Абагайтуй) и севернее города Маньчжурия.
18 августа произошёл более крупный инцидент в районе расположения 108 сп. Ранним утром из района Чжалайнора (Джалайнор) начался обстрел советской пограничной заставы и наступление стрелковой роты белокитайцев от Чжалайнора. К 11.00 белокитайцы стянули три роты. Это уже целый батальон. Такими силами белокитайцы и решили вести наступление. Пограничной заставе одной не справиться. Командование дивизии на помощь пограничникам выдвинуло стрелковые части с артиллерией. Начался бой. Открыли огонь китайские батареи, у Чжалайнора показался китайский бронепоезд. Советские части получили приказ отрезать противника, заняв его окопы на сопредельной стороне. Командиры и красноармейцы действовали дерзко и решительно. Частью сил, сдерживая противника с фронта, подразделения совершили быстрый манёвр и вышли в его тыл. Провокаторы были разбиты. Советские войска получили приказ отойти на свои позиции и продолжать охрану границы.
В ноябре 36-я Забакальская сд участвовала в Маньчжуро-Чжалайнорской операции ОДВА (Конфликт на Китайско-Восточной железной дороге). Целью операции был разгром китайской Маньчжуро-чжалайнорской группировки Мукденской армии, обеспечение безопасности советской границы и прав СССР на Китайско-Восточной железной дороге. Командующий войсками ОДВА В. К. Блюхер.,
Для выполнения этой задачи в ОДВА была создана Забайкальская группа войск, которая получила задачу нанести противнику молниеносное поражение в районе городов и железнодорожных станций Маньчжурия (Маньчжоули; Manchuli), Чжалайнор (Чжалайноре; Chalainor) и Джалайнорских копей. Маньчжурия и Чжалайнор были сильно укреплены, в этих районах имелись многокилометровые противотанковые рвы и построено много укреплений, что усложняло задачу советских войск. Командующий войсками Забайкальской группы ОДВА С. С. Вострецов. Забайкальская группа войск имела в своём составе 6091 человек пехоты и 1599 человек кавалерии, 88 орудий калибра 76,2 мм и выше (не считая полковых), 32 самолёта, 3 бронепоезда и 9 советских малых танков МС-1 (Т-18) (10-й танк разобран на запасные части).,,
В состав группы войск входили:
- управление Забайкальской группы войск.
- управление и корпусные части 18-го стрелкового корпуса.[3]
- 21-я Пермская стрелковая дивизия (в г. Чите).[3],[5]
- 36-я Забайкальская стрелковая дивизия (106, 107, 108-й сп).[3],[5]
- 35-я стрелковая дивизия (103, 104, 105-й сп).[3],[5]
- 5-я отдельная кавалерийская бригада.[3],[5]
- Бурят-Монгольский отдельный кавалерийский дивизион.[3],[5]
- Отдельная танковая рота.[5]
- 6-й авиаотряд.[5]
- 25-й авиаотряд.[5]
- 26-я бомбардировочная авиаэскадрилья.[5]
- 18-й артдивизион корпусной артиллерии.[5]
- 18-й сапёрный батальон (в г. Чите).[5]
- 1-я железнодорожная рота.[5]

Китайская группировка войск имела численность 12—16 тыс. человек. Командующий войсками Мукденской армии Чжан Сюэлян.
Боевыми действиями войск 36-й Забайкальской стрелковой дивизии руководили командир дивизии Баранович Е. В., командир 106-го Сахалинского сп Пузырев М. И., военный комиссар 106-го сп Романовский В. З., командир 107-го Владимирского сп Бакуев Л. А., командир 108-го Белорецкого сп Соловьёв А. Н., командир 36-го Волжского ап Шабловский П. В., военный комиссар 36 ап Романов А. М..
36 сд имела сложную задачу: 106 сп совместно с войсками 21 сд и Бурят-Монгольского отдельного кавалерийского дивизиона участвовал в окружении города и станции Маньчжурия. 107 сп и 108 сп совместно с войсками 35 сд и 5-й отдельной кавалерийской бригады участвовали во взятии города и станции Чжалайнор.
Ранним утром 16 ноября поезд с войсками 106 сп 36 сд прибыл на железнодорожную станцию Мациевская, расположенную в нескольких километрах от границы. Полк быстро выгрузился, покинул станцию и замаскировался в окрестностях. Каждый стрелковый батальон имел свой район.
16 ноября в 23:00 стрелковые полки и специальные подразделения выступили на исходные позиции, используя яркий свет луны. Мороз стоял около −20 °C, поэтому все дороги и поля обледенели.
По плану операции Отдельная танковая рота должна была поддерживать наступление 107 сп 36 сд. Командир роты получил приказ на марш с маршрутом следования. Результаты марша были плачевными. Командир роты, не имея карты района боевых действий, при свете луны, по гололёду с трудом довёл подразделение к конечной точке, пять танков потерялись. На исходной позиции, прибывшие четыре танка, были заправлены топливом и получили по 40 снарядов к орудиям (при боевом комплекте в 96 шт.). Боеготовность роты была понижена ещё и отсутствием на трёх танках пулемётов. До начала боевых действий потерявшиеся танки найдены не были.
Стрелковые подразделения, выделенные для обхода ст. Чжалайнор, частично заблудились, а один стрелковый батальон, шедший в колонне последним, уклонился к западу от намеченного маршрута, попал под огонь противника и понёс большие потери. В этом подразделении погиб журналист Р. Волин. Перегруппировка началась слишком поздно, и по завершении её батальоны должны были идти в бой безо всякого отдыха.,
В районе города и станции Чжалайнор китайские военные возвели хорошие полевые укрепления, особенно с севера. Китайское командование ожидало применения советским командованием танков или бронеавтомобилей на направлении главного удара, поэтому здесь свои позиции оно прикрыло противотанковым рвом (шириной 3 — 4 метра и глубиной до 2,5 метра). Часть артиллерии была выделена для стрельбы прямой наводкой; китайская пехота в большом количестве была снабжена гранатами (никаких многорядных проволочных заграждений, о которых упоминают некоторые авторы, китайские военные не возводили). Дорога от советского посёлка Абагайтуевский (разъезд Абагайтуй) на Чжалайнор была перекрыта тремя линиями окопов полного профиля, между которыми были сооружены блокгаузы с потолочными перекрытиями из рельсов и шпал и засыпкой до 1 метра мёрзлой земли. С восточной стороны имелись отдельные опорные пункты с одной линией окопов полного профиля. Ключом ко всей позиции в районе ст. Чжалайнор — Чжалайнорские копи являлась высота 269,8, прикрывавшая подступы к ст. Чжалайнор с востока (со взятием этой высоты обходной колонной станция пала). С южной стороны города и станции полевые укрепления были слабее — здесь имелось две линии окопов полного профиля.
Около 10:00 началась Маньчжуро-Чжалайнорская операция

#### Взятие города и станции Чжалайнор
107 сп 36 сд (командир полка Бакуев Л. А.) и 108 сп 36 сд (командир полка Соловьёв А. Н.) атаковали противника на главном направлении на северный и западный секторы обороны ст. Чжалайнор. 103 сп 35 сд и 5 окбр начали атаки северного и юго-восточного секторов обороны станции. Несмотря на отсутствие поддержки артиллерии группы войск, довольствуясь только огнём полковой артиллерии, пехота наступала. Отдельная танковая рота малым числом во время атаки промежуточных укреплений оказала помощь пехоте. Танкисты проявили себя хорошо, но стремясь уклониться от огня китайской артиллерии, они маневрировали и развили большую скорость, от чего пехотинцы не успевали за танками, но задача была выполнена и укрепления недалеко от сопок № 9 и «Железная» были захвачены.,

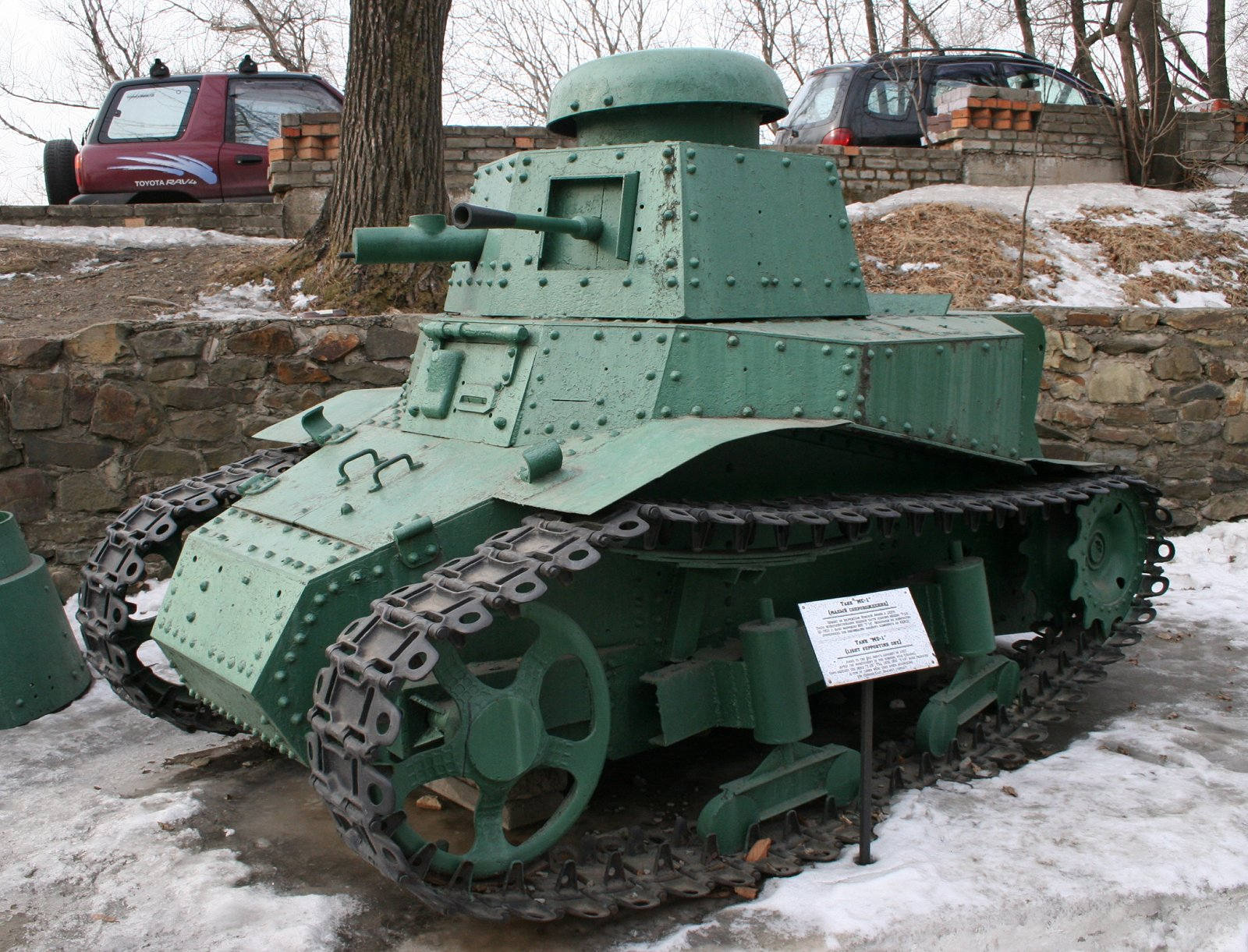
МС-1 из состава ОКДВА в Музее Тихоокеанского флота (Владивосток).

Около 12:00 Отдельная танковая рота в составе 6 танков (две из потерявшихся прибыли в 11:50), пошла в лихую атаку на главный пункт западного сектора обороны противника в Чжалайноре. За ним в атаку бросились стрелковые батальоны 107 сп, но разогнавшиеся танки внезапно затормозили перед противотанковым рвом, который разведка Группы войск в период подготовки операции и не обнаружила и соответственно в дивизии никто не подготовил средств для преодоления этого рва. Остановились и пехотинцы, не имевшие для его преодоления никаких подручных средств. После короткой перестрелки танковая рота пошла в обход станции на юг — на участок наступления 108 сп 36 сд. Имея хорошую противотанковую оборону, китайские артиллеристы не подбили здесь ни одного танка. Появление танков не вызвало у них паники, а только удивление — позиции китайцев буквально пестрели биноклями и подзорными трубами.,

#### Взятие города и станции Маньчжурия
Оперативная группа под командованием Д. С. Фролова с соблюдением маскировки перешла государственную границу, преодолела вал Чингисхана и, скрытно прошла свыше 30 км, захватила рудник Беляно в 8 км южнее г. Маньчжурия, а потом перекрыла дороги и заняла господствующие высоты южнее и западнее города; одновременно с севера к городу подошла Группа войск под командованием Стрельцова. Кольцо окружения замкнули подошедший с востока 106-й сп 36-й сд под командованием командира полка Пузырева М. И. и военного комиссара Романовского В. З. и Бурят-Монгольский отдельный кавалерийский дивизион. Вслед за этим шесть советских самолётов нанесли удар по военным объектам в городе (были разбиты казармы и выведена из строя радиостанция), а три самолёта сбросили бомбы на крепость Любенсянь, вызвав здесь пожары. Воспользовавшись замешательством противника, одна из стрелковых рот группы войск Стрельцова под прикрытием огня артиллерии и пулемётов ворвалась в китайские окопы на северной окраине города.
Положение окружённых китайских войск в г. Маньчжурия стало безнадёжным, так как советская кавалерия перерезала железную дорогу у г. Чжалайнора, и китайские войска не могли ни отступить по ней, ни получить подкрепления.
Дивизия боях на КВЖД, овладела г. Хайларом.
Подписанный 22 декабря Хабаровский протокол положил конец конфликту и восстановил существовавший до столкновений статус дороги.
С 20 августа 1937 года переформирована в мотострелковую дивизию (7300 чел.) по штатам: 4/620, 4/624, 4/627, 4/628, 4/641, 4/642, 4/645, 4/646, 04/632, 010/746, 15/632. В целях сохранения секретности с августа 1938 г. именовалась «Часть т. Емлина».

### 1938—1939 года
29 мая 1938 года майор Фронт Герман Францевич (он же Ялмар Францевич), начальник артиллерии 36-й стрелковой дивизии, сел в автомобиль и якобы отправился в одну из частей дивизии. Поскольку дивизия дислоцировалась у монголо-маньчжурской границы, то при разбросанности частей попасть из одной части в другую можно было только при помощи автотранспорта. Но до нужной части майор не доехал, а свернул в сторону границы, через которую благополучно переправился. Заблудиться он не мог. Местность была ровная, как стол, а Фронт был опытным командиром, отлично владеющим картой и компасом. На той стороне его радушно приняли, доставили в ближайший разведотдел, и майор, придя в себя после рискованного путешествия, начал давать показания.
Краскомом майор Фронт был информированным, знал многое и о войсках Забайкальского военного округа, и о частях 57-го особого корпуса. И во время многочисленных допросов в японской разведке выложил всё, что ему было известно. Японская разведка получила отличную возможность перепроверить и уточнить имевшуюся у неё информацию о советских войсках на Дальнем Востоке и особенно на территории МНР, а также об оборудовании монгольского плацдарма, который, как показали события 1945 года, имел решающее стратегическое значение в случае войны с Японией.
Интересна судьба показаний Фронта. Все, что он выложил сотрудникам разведотдела японского генштаба, а его, очевидно, допрашивали в Токио, было переведено на японский язык и издано в виде отдельной брошюры, которую разослали в штабы пехотных дивизий для ознакомления. В июле 1939 года во время сражения у горы Баин-Цаган на Халхин-Голе была разгромлена дивизия генерал-лейтенанта Камацубара, кадрового разведчика и бывшего военного атташе в Москве. При разгроме дивизии он бежал, бросив офицеров, солдат и штабные документы. После халхингольских боев все захваченные документы были разобраны в разведотделе. Показания Фронта перевели на русский язык и представили начальнику штаба 1-й армейской группы комбригу Гастиловичу. Комбриг распорядился ознакомить с показаниями сотрудников штаба (на сопроводительном письме 8 подписей), и все документы были сданы в архив. После рассекречивания показания перебежчика и та информация, которую он выдал японской разведке, перестали быть государственной тайной.

### 1945—1956
После Второй мировой войны соединение переформировано снова в стрелковую дивизию. 
25 июля 1956 года дивизия (в/ч 38036) была расформирована. На момент расформирования дислоцировалась в Антипихе (Чита) в составе 26-го стрелкового корпуса Забайкальского военного округа.

## Полное наименование
Полное наименование соединения:
- 36-я стрелковая дивизия
- 36-я Забайкальская стрелковая дивизия, с 4.06.1923
- 36-я мотострелковая Хинганская ордена Ленина дивизия, с 09.1945

## Командование
- Командиры дивизии:
  - Брянских, Пётр Алексеевич (22.08.1923 — 14.08.1924)
  - Рейтер, Макс Андреевич (март 1926 — 1.10.1929)[8]
  - Баранович, Ефим Викентьевич 01.10.1929 — 01.01.1932
  - Хозин, Михаил Семёнович (01.01.1932 — 11.05.1935)
  - Тарасов, Анатолий Иванович (март 1935 — май 1937), комдив
- Другие командиры:
  - Командир 106 сп Пузырев Михаил Иванович (на 17.11.1929).[1]
  - Военный комиссар 106 сп Романовский Владимир Захарович (на 17.11.1929).[1]
  - Командир 107 сп Бакуев Леонид Андреевич (на 17.11.1929).[1]
  - Командир 108 сп Соловьёв Александр Николаевич (на 17.11.1929).[1]
  - Командир 36 ап Шабловский П. В. (на 17.11.1929).[1]
  - Военный комиссар 36 ап Романов А. М. (на 17.11.1929).[1]

## Известные люди, связанные с дивизией
- Кирпичников, Владимир Васильевич — помощник командира дивизии (1938).
- Мухин, Григорий Денисович —  В 1919 — 1920 гг., командовал ротами в 319-м и 199-м стрелковых полках. Воевал на Южном фронте против генералов П. Н. Краснова и А. И. Деникина. Впоследствии советский военачальник, генерал-майор.
- Белобородов, Афанасий Павлантьевич —  В 1929 — 1933 гг., политрук роты и команды одногодичников в 107-м сп, а затем командир роты этого полка. Впоследствии советский полководец, генерал армии.
- Пось, Федот Фёдорович (1889 — 21 августа 1939) в январе 1939 был начальником пехоты дивизии. Погиб в Боях на Халхин-Голе

## Состав

### 1929 год
На осень 1929:
- Управление дивизии.
- 106-й Сахалинский стрелковый полк;[1]
- 107-й Владимирский стрелковый полк;[1]
- 108-й Белорецкий стрелковый полк;[1][9][10]
- 36-й Волжский артиллерийский полк.[1]

### 1945 год
- 24-й мотострелковый полк;
- 76-й мотострелковый полк;
- 149-й мотострелковый полк;
- 175-й артиллерийский полк;
- 487-й отдельный самоходно-артиллерийский дивизион;
- 67-й отдельный истребительно-противотанковый дивизион;
- 541-й отдельный зенитно-артиллерийский дивизион;
- 133-й разведывательный батальон;
- 252-й сапёрный батальон;
- 1-й отдельный батальон связи;
- 161-й медико-санитарный батальон;
- 61-я отдельная рота химической защиты;
- 361-я автотранспортная рота;
- 51-я ремонтно-восстановительная рота;
- 563-я полевая хлебопекарня;
- 449-я полевая почтовая станция;
- 2051-я полевая касса Госбанка.[11]